# Veternica (špilja)
Veternica je špilja koja se nalazi u parku prirode Medvednica, na samom rubu grada Zagreba, a godine 1979. zaštićena je zakonom kao geomorfološki spomenik prirode.

## Opis
Duga je 7128 m; prvih 380 m špilje uređeno je za posjetitelje. Ime je dobila po struji zraka (kajkavski: veter) koji se javlja na ulazu. Ulaz u špilju leži na 320 m apsolutne visine. Veternica je na kontaktu litotamnijskih vapnenaca i dolomita. Sastoji se od glavnih kanala (2622 m) i zamršenoga sustava vodoravnih hodnika, kanala i dvorana. U završnom dijelu špilje teče potok, koji ponire na Ponikvama; ukupno je registrirano oko 15 vodenih tokova koji teku po kanalima špilje. Stalna temperatura špilje je 10 °C. U njoj obitavaju šišmiš (Chiroptera), rakušci (Niphargus stygius likanus), Kaufmannov slijepac (Anophtalmus kaufmanni weingärtneri), pijavica iz roda Trocheta i dr. Početni dio špilje bio je kontinuirano naseljen od paleolitika do željeznoga doba. U Veternici su nađeni ostatci 70-ak vrsta životinja (špiljski medvjed, špiljski lav i leopard, špiljska hijena, nosorog, pragovedo, golemi jelen, divlja mačka i dr.), kremeni artefakti (šiljci, strugala, bodeži) i dr. Najstariji nalazi čovjeka (neandertalci) pripadaju kulturi razvijenoga moustériena; premda im je prvotno određena starost od 43 200 god., drži se da su stari između 50 000 i 100 000 god. Veternica je od 1979. zaštićena kao geomorfološki spomenik prirode.
Veternica je po svojoj duljini četvrta špilja u Hrvatskoj, te je značajno arheološko i paleontološko nalazište kao i poučni primjer krških pojava. U uređenom dijelu špilje nalaze se rijetko viđeni geomorfološki fenomeni uređenih špilja poput erozijskih oblika zvanih "vrtložni lonci" koji govore o nekadašnjem toku vode i preostale pješčane dine od posljednjeg podzemnog toka koji je nekada izvirao iz Veternice. U špilji je pronađena donja čeljust izumrlog špiljskog medvjeda (Ursus speleus), fosili školjkaša iz roda Pecten i ježinaca Clypeaster na stropu. U cijeloj špilji hibernira ili provodi zimski san četrnaest vrsta šišmiša.

## Vanjske poveznice
- Špilja Veternica  Arhivirana inačica izvorne stranice od 3. kolovoza 2008. (Wayback Machine)